# Faunis canens
Faunis canens är en fjärilsart som beskrevs av Jacob Hübner 1820-1826. Faunis canens ingår i släktet Faunis och familjen praktfjärilar. Inga underarter finns listade i Catalogue of Life.

## Bildgalleri

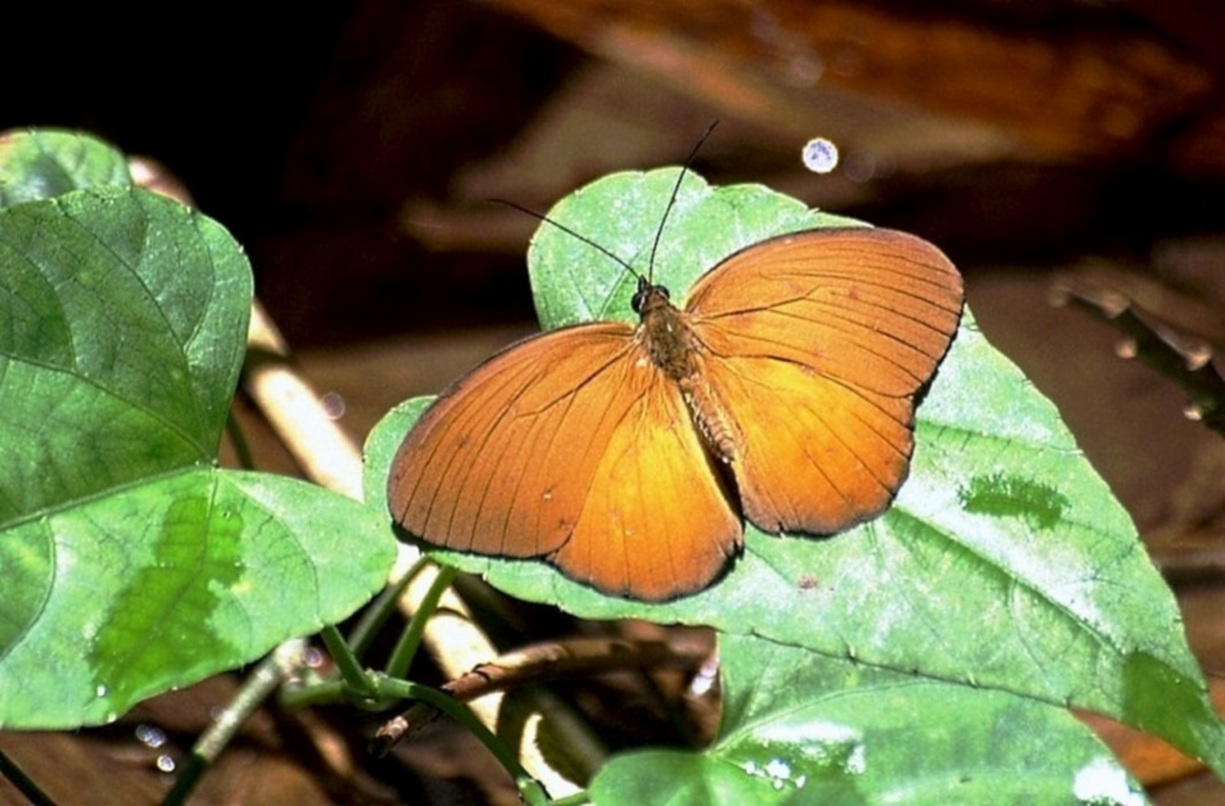